# Løsepenge
Løsepenge er det, som kræves i afpresning for at løslade en fange eller en genstand.

## Historisk
Julius Cæsar blev taget til fange af pirater i nærheden af øen Farmakonisi og holdt fanget, til der blev betalt 50 talenter for at løskøbe ham. Piraterne havde først forlangt 20 talenter, men Cæsar følte selv, at han var mere værd. Efter hans løsladelse vendte han tilbage med løsepengene, indfangede og korsfæstede piraterne.
I middelalderens Europa var betaling af løsesum en vigtig del af krigsførelsen. En ridder, især adelig eller kongelig, kunne udløse en stor sum løsepenge, hvis han blev fanget i live frem for at blive dræbt på slagmarken. Det bidrog til udviklingen af heraldik, som tillod riddere at vise deres identitet og indirekte deres løsesums værdi. Som eksempler kan nævnes Richard Løvehjerte og Bertrand du Guesclin.
I forbindelse med sagen om Blekingegadebanden blev det dokumenteret, at gruppen ville kræve en løsesum på 300 millioner kroner for at frigive Gad Rausings søn Jörn Rausing. Kidnapningen blev opgivet.
En løsesum kræves typisk for en kidnappet person. Men det sker også at tyve kræver løsepenge for at returnere stjålne effekter. I 1987 brød tyve ind den argentinske formand Juan Peróns grav og stjal hans hænder. Tyvene forlangte 8 millioner amerikanske dollars for at returnere dem. Løsesummen blev ikke betalt og det vides ikke, hvor hænderne er.